# Olympische Winterspiele 1952/Bandy
Bei den VI. Olympischen Winterspielen 1952 in Oslo fand zum ersten und bisher einzigen Mal ein Wettbewerb im Bandy statt. Dieser Wettbewerb wurde jedoch als Demonstrationswettbewerb ausgetragen und hatte somit keinen Einfluss auf den Medaillenspiegel.

## Bilanz

### Medaillenspiegel
| Platz  | Land     | Gold | Silber | Bronze | Gesamt |
| ------ | -------- | ---- | ------ | ------ | ------ |
| 1      | Schweden | 1    | –      | –      | 1      |
| 2      | Norwegen | –    | 1      | –      | 1      |
| 3      | Finnland | –    | –      | 1      | 1      |
| Gesamt | Gesamt   | 1    | 1      | 1      | 3      |

### Medaillengewinner
| Gold | Silber | Bronze |
| --- | --- | --- |
| Schweden Yngve Palmqvist Orvar Bergmark Herbert Swartswee Karl-Erik Sjöberg Olle Lindgren Sven-Olof Landar Inge Cahlman Martin Johansson Olle Sääv Sven-Eric Broberg Ernst Hård Agard Magnusson Tore Olsson Henry Olsson | Norwegen Bosse Halla Leif Eriksen David Eriksen Arne Bakker Tore Frisholm Rolf Person Arne Johansen Einar Andersen Martin Olsen Cato Helgerud Gunnar Fossum Ole Marthinsen | Finnland Herbert Lundström Juhani Halme Yrjö Jussila Arvo Raitavuo Per-Erik Lindqvist Martti Nyyssönen Olof Stolpe Kauko Tukiainen Erik Åberg Heikki Ollikainen Sakari Salo Pentti Immonen Pentti Hämäläinen |

## Ergebnisse
| Rang | Team     | Spiele | S | U | N | Tore | Diff. | Punkte |
| ---- | -------- | ------ | - | - | - | ---- | ----- | ------ |
| 1    | Schweden | 2      | 1 | 0 | 1 | 5:2  | +3    | 2      |
| 2    | Norwegen | 2      | 1 | 0 | 1 | 4:4  | 0     | 2      |
| 3    | Finnland | 2      | 1 | 0 | 1 | 3:6  | −3    | 2      |

| 20. Februar 1952 14:00 Uhr | Finnland                                                | 3:2 | Norwegen                                           | Dælenenga idrettspark, Oslo Zuschauer: 323 Schiedsrichter: O. Gyhlén |
| 20. Februar 1952 14:00 Uhr | meiste Tore: Pentti Hämäläinen (2), Kauko Tukiainen (1) |     | meiste Tore: Arne Johansen (1), Ole Marthinsen (1) | Dælenenga idrettspark, Oslo Zuschauer: 323 Schiedsrichter: O. Gyhlén |
| 20. Februar 1952 14:00 Uhr |                                                         |     |                                                    | Dælenenga idrettspark, Oslo Zuschauer: 323 Schiedsrichter: O. Gyhlén |

| 21. Februar 1952 14:00 Uhr | Norwegen                                           | 2:1 | Schweden                    | Dælenenga idrettspark, Oslo Zuschauer: 1301 Schiedsrichter: Johan Alho |
| 21. Februar 1952 14:00 Uhr | meiste Tore: Einar Andersen (1), Cato Helgerud (1) |     | meiste Tore: Ernst Hård (1) | Dælenenga idrettspark, Oslo Zuschauer: 1301 Schiedsrichter: Johan Alho |
| 21. Februar 1952 14:00 Uhr |                                                    |     |                             | Dælenenga idrettspark, Oslo Zuschauer: 1301 Schiedsrichter: Johan Alho |

| 23. Februar 1952 14:00 Uhr | Schweden                                                | 4:0 | Finnland                                   | Bislett-Stadion, Oslo Zuschauer: 885 Schiedsrichter: Thorvald Lindstad |
| 23. Februar 1952 14:00 Uhr | meiste Tore: Pentti Hämäläinen (2), Kauko Tukiainen (1) |     | meiste Tore: Ernst Hård (3), Olle Sääv (1) | Bislett-Stadion, Oslo Zuschauer: 885 Schiedsrichter: Thorvald Lindstad |
| 23. Februar 1952 14:00 Uhr |                                                         |     |                                            | Bislett-Stadion, Oslo Zuschauer: 885 Schiedsrichter: Thorvald Lindstad |